# 倉敷守安ボクシングジム
倉敷守安ボクシングジム（くらしきもりやすボクシングジム）は、岡山県倉敷市浜ノ茶屋にあるボクシングジム。会長は第14代日本スーパーライト級王者守安竜也。

## 概要
1987年、守安ジムとしてオープン。1999年、現名称に改称。
主催興行名は「桃太郎ファイトボクシング」。

## 主な選手

### 主な現役選手
- ユーリ阿久井政悟[5]（元WBA世界フライ級王者、第58代日本フライ級王者、2015年度全日本ライトフライ級新人王）
- 神崎靖浩 （第4代日本スーパーフライ級ユース王者、2019年度西日本フライ級新人王）

### 引退した主な選手
- 阿久井一彦（倉敷守安ジムプロ第1号、ユーリ阿久井政悟の父、日本スーパーフライ級ランカー）
- 赤沢貴之（日本スーパーフライ級ランカー）
- 首藤秀樹（日本ライト級ランカー）
- ウルフ時光（世界挑戦2回、元OPBF東洋太平洋ミニマム級王者）
- 藤田和典（元OPBF東洋太平洋スーパーフェザー級暫定王者）
- ジャガー哲也（日本スーパーフェザー級ランカー）